# Psycho-neuro-immunologie
 (septembre 2013).
La psycho-neuro-immunologie est l'étude psychosomatique de la multiplicité des facteurs familiaux et sociaux responsables des maladies.

## Description
La psycho-neuro-immunologie étudie l'impact des événements psychiques sur le système immunitaire. Le champ de la psychoneuroimmunologie repose sur la mise en évidence d'interrelations entre système nerveux central, système neuroendocrinien et le système immunitaire sensibles à des facteurs psychologiques et environnementaux. De nombreuses recherches attestent d'une communication bidirectionnelle entre système nerveux et immunitaire, soit directement, soit via une voie de régulation neuroendocrinienne. La PNI est une approche interdisciplinaire, incorporant des données de la psychologie, la neuroscience, l'immunologie, la physiologie, la pharmacologie, la biologie moléculaire, la psychiatrie, la médecine comportementale, les maladies infectieuses, l'endocrinologie, et la rhumatologie.

## Histoire
Certains scientifiques ont contribué à l'élaboration de la discipline: Claude Bernard de l'institut du Muséum national d'histoire naturelle en France dans le milieu des années 1800 et Hans Selye un chercheur de l'Université de Montréal. En 1964 George F. Solomon de l'Université de Californie à Los Angeles a créé le terme « psychoimmunologie » et publié un article nommé : Emotions, immunity, and disease: a speculative theoretical integration (« Émotions, immunité et maladie : une intégration théorique spéculative »).
En 1975, Robert Ader et Nicholas Cohen de l'Université de Rochester ont fait avancer la PNI avec leur démonstration du conditionnement classique de la fonction immunitaire et créé le terme « psychoneuroimmunologie ».  En 1981, David Felten, qui travaillait alors à l’Indiana University School of Medicine à Indianapolis, a découvert un réseau de nerfs reliant les vaisseaux sanguins aussi bien que les cellules au système immunitaire. Les recherches ont aussi permis de découvrir des nerfs du thymus et de la rate qui se terminaient par des groupes de terminaisons de lymphocytes, de macrophages et de mastocytes, qui contribuent tous au contrôle du système immunitaire. Cette découverte a permis d'obtenir les premières indications sur la façon dont l'interaction neuroimmunitaire se produit. Par la suite, en 1981, Ader, Cohen et Felten ont édité un livre intitulé Psychoneuroimmunology, qui donnait les prémices d'un lien entre le cerveau et le système immunitaire, représentant un seul système de défense intégré.

## Dépression
Différents modèles ont été décrits, permettant de rendre compte des mécanismes physiopathologiques sous-jacents à la dépression. On distingue les modèles neuroendocrinien et cytokinergique qui diffèrent quant à la place vouée à l'axe corticotrope et à la réponse immune. Néanmoins la confrontation avec les données de la littérature ne confirme pas toujours les modèles issus de la PNI. Les résultats des études sont souvent contradictoires, parmi ceux-ci, les plus souvent retrouvés sont une augmentation des cytokines pro-inflammatoires qui pourraient interagir avec le système sérotoninergique, une altération de l'activité lymphocytaire chez les sujets déprimés âgés et une activation de l'axe corticotrope. Les limites de la PNI sont en grande partie liées à la multitude et l'hétérogénéité des paramètres biologiques qui interviennent dans les boucles de régulations neuroimmunitaires, aux étapes limitantes de la psychiatrie biologique et à l'incapacité de pouvoir inférer à partir de prélèvement périphérique de l'état du système immunitaire.